# Омельченко, Александр Александрович
Алекса́ндр Алекса́ндрович Оме́льченко (укр. Олександр Олександрович Омельченко; 9 августа 1938, село Зозов, Липовецкий район, Винницкая область — 25 ноября 2021) — советский и украинский государственный и политический деятель, городской голова Киева в 1996—2006 годах. Герой Украины (2001). Народный депутат Украины 6-го созыва (2007—2012). С 2014 по 2021 год депутат Киевского городского совета и глава фракции Единство в Киевском городском совете. Почётный гражданин города Киева. Заслуженный строитель Украины. Полковник министерства внутренних дел Украины.
Президент Ассоциации городов Украины, председатель Украинской партии «Единство». Украинский футбольный и хоккейный функционер. Кандидат технических наук.

## Биография
Образование высшее. В 1974 году окончил Киевский инженерно-строительный институт, в 1978 году — Киевский институт народного хозяйства.
В 1956—1959 годах — учащийся Киевского строительного техникума.
В 1959 годах — бетонщик строительного комбината Киевского областного строительного треста.
В 1959—1960 годах — служба в Вооружённых силах СССР.
В 1960—1961 годах — мастер цеха сборного железобетона строительного комбината Киевского областного строительного треста.
В 1961—1980 годах — занимал должности мастера цеха, заместителя начальника цеха, начальника цеха, начальника отдела, главного инженера, директора завода железобетонных конструкций № 1 домостроительного комбината № 1, главного инженера домостроительного комбината № 1 Главкиевгорстроя.
В 1980—1987 годах — первый заместитель начальника — главный инженер Главкиевгорстроя.
В 1987—1989 годах — советник-консультант в Республике Афганистан.
В 1989 году — главный инженер Укрстроя в Армянской ССР.
В 1989—1990 годах — начальник Управления стройиндустрии, промстройматериалов и стандартизации Госстроя УССР.
В 1990—1992 годах — заместитель председателя исполкома Киевского городского совета народных депутатов.
В 1992—1994 годах — генеральный директор ГКП «Киевреконструкция».
В 1994—1996 годах — заместитель главы, первый заместитель глава Киевской городской государственной администрации.
С 8 августа 1996 года — глава Киевской городской государственной администрации.
С мая 1999 по апрель 2006 года — Киевский городской голова.
В 2007—2012 годах — народный депутат Украины VI созыва, прошёл в парламент по списку блока «Наша Украина — Народная самооборона» (по квоте Народной самообороны Юрия Луценко). Председатель Комитета Верховной Рады по вопросам государственного строительства и местного самоуправления. В 2010 году вошёл в парламентскую коалицию и вступил в лояльную большинству депутатскую группу «Право выбора».
25 ноября 2009 года — управляя автомобилем Mitsubishi Pajero, сбил насмерть 48-летнего мужчину на пешеходном переходе. Оправдан прокуратурой.
С мая 2014 года — депутат Киевского городского совета. На выборах городского головы Киева в 2014 году занял четвёртое место с 7,52 % голосов избирателей.
На выборах городского головы Киева в 2015 году занял третье место, набрав 8,46 % голосов избирателей. Также переизбран депутатом Киевского городского совета под первым номером по списку партии «Единство».
Умер 25 ноября 2021 года. Ранее был госпитализирован со значительным поражением лёгких, вызванным коронавирусом.

### Семья
Жена — Людмила Леонтьевна (род. 1945), инженер-строитель.
Дети — сыновья Ярослав (род. 1966) и Александр (род. 1968).

## Деятельность
Деятельность Александра Омельченко очень неоднозначна и противоречива. За время его пребывания на должности городского головы было открыто восемь станций метро. По всему городу установлены бюветы артезианской воды. Восстановлены храмы: Михайловский собор, Успенский собор, Церковь Успения Богородицы Пирогощи, Церковь Рождества Христова, Аскольдова могила (возвращён первоначальный вид) и прочие.

Но в то же время сокращалась сеть общественного транспорта, закрывались маршруты, ликвидировались линии. Активно развивались маршрутные такси. Значительный ущерб трамвайной сети города был нанесён с 1996 по 2006 год. За это время ликвидированы 60,6 км путей (в одноколейном измерении), упразднены маршруты в центре города (всего отменено 12 маршрутов), закрыта линия по мосту Патона, в результате чего образовалось две несвязанные между собой трамвайные сети на правом и левом берегу. Было закрыто старейшее в Киеве Лукьяновское депо, депо имени Шевченко перенесено из центра на окраину города. Озвучивались дальнейшие планы по ликвидации трамвайного движения, но им, к счастью, не суждено сбыться, так как в 2006 году Омельченко проиграл выборы.
После 1995 года прекратились закупки троллейбусов, и для него настали тяжёлые времена. Чтобы хоть как-то сохранить интервалы на подвозочных маршрутах на окраинах, было принято решение массово сократить троллейбусную сеть в центре: были сняты линии с улицы Владимирской, Богдана Хмельницкого, а в 2001 году и с Крещатика и улицы Грушевского. При этом новые линии всё-таки продолжали строиться: были проложены линии по Протасовому яру, улице Саксаганского (вместо снятой трамвайной), в Святошино, Троещине и по мосту Патона. Однако необходимой закупки подвижного состава не производилось, и интервалы на существующих маршрутах продолжали увеличиваться.
За время пребывания Омельченко на должности городского головы началась незаконная раздача земельных участков в центре под застройку и снос памятников архитектуры. В результате появились диссонирующие здания в буферной зоне Софийского собора, на склонах Днепра и возле Киево-Печерской Лавры.

## Спортивный функционер

### Президент ФХУ
В ноябре 1997 года оставил свой пост президента Федерации хоккея Украины Анатолий Николаевич Хорозов, определив в свои преемники действующего главы Киева Александра Омельченко. Сам Анатолий Николаевич был избран Почётным президентом ФХУ. Позже в своих интервью Хорозов сожалел о подобном выборе:

— А почему вы оставили эту должность. Вы это сделали не по своей воле?
— Нет, попросил меня Омельченко. Попросил меня, я смотрю уже возраст, может можно кого-то подобрать и он попросил меня: «давай будешь почётным, а я буду таким».
— Скажите, Анатолий Николаевич, за все эти годы когда были самые трудные времена? На заре украинского хоккея или после распада Советского Союза?
— Нет, тяжёлые времена настали в последние годы. Когда этот заевшийся придурок перестал финансировать, то он своего сына привёл, и сын ни хрена не делает, и он ни хрена не делает, ничего не строится, и всё…

5 октября 2001 года на IV отчётно-выборной конференции ФХУ был переизбран на новый четырёхлетний срок на безальтернативной основе.
31 октября 2005 года на V отчётно-выборной конференции ФХУ 45 голосами из 46 (при одном воздержавшемся) был переизбран на новый трёхлетний срок, оставшись единственным кандидатом на эту должность после того, как снял свою кандидатуру его сын — Александр Александрович Омельченко-младший, президент хоккейного клуба «Сокол» (Киев).
8 декабря 2006 года в помещении Киевского городского Совета профсоюзов на Генеральном Конгрессе ФХУ была приняла отставка Александра Александровича Омельченко с поста президента ФХУ. Новым президентом Федерации хоккея Украины был избран рекомендованный Александром Омельченко начальник Государственной налоговой администрации Украины Анатолий Иванович Брезвин.

### Президент ФК «Арсенал»
Слухи о создании муниципального футбольного клуба начали распространяться летом 2001 года. Омельченко даже посетил несколько домашних матчей ЦСКА. Считается, что футбольная команда понадобилась городскому голове Киева для улучшения своего образа, по примеру братьев Суркисов и Рината Ахметова. Поскольку создание совершенно новой команды требовало немало средств и времени (минимум два года для попадания в высшую лигу Чемпионата Украины), единственным выходом была реорганизация государственного предприятия Министерства обороны Украины ФК «ЦСКА-Киев». По окончании первого круга чемпионата Украины по футболу 2001/2002, которое ЦСКА закончил на 9-й строчке, Киевский городской совет по предложению городского головы Александра Омельченко принял решение от 18 декабря 2001 года об основании ООО «ФК „Арсенал“ Киев». В уставном фонде вклад территориальной общины города Киева составил 80 %. Остальные 20 % принадлежали мелким собственникам, долей которых занималась компания Kiev Donbass. Однако как юридическое лицо именно ЦСКА оставался участником высшей лиги. Только после личной встречи Омельченко и президента ЦСКА Александра Данильчука в феврале 2002 года, была достигнута договорённость о выступлении «Арсенала» в высшей лиге на правах правопреемника армейской команды.

## ДТП с участием Александра Омельченко
1. 2009 год — вечером 25 ноября 2009 года на Столичном шоссе в Киеве Омельченко сбил насмерть пешехода (Александра Карпинского). По словам Омельченко, он не превышал ограничение скорости, а пешеход переходил дорогу в неустановленном для перехода месте. Однако свидетели утверждают, что машина ехала с превышением скоростного ограничения, а мужчина переходил дорогую в специально отведённом для этого месте по зебре[14]. В июле 2010 года прокуратура подтвердила выводы милиции о том, что пешеход был сбит в 12 метрах от пешеходного перехода и оправдала Омельченко[15].
2. 2011 год — в 2011 году автомобиль Александра Омельченко сбил насмерть 48-летнего мужчину.
3. 2015 год — 20 декабря 2015 года автомобиль депутата Киевского городского совета, председателя фракции «Єдність» Александра Омельченко совершил наезд на пешехода на Столичном шоссе в Киеве. Машина скрылась с места дорожно-транспортного происшествия. Вследствие инцидента женщина была госпитализирована в реанимацию. Через два часа водитель Омельченко за рулём данного автомобиля вернулся на место ДТП, объяснив, что скрылся с места происшествия, потому что испугался. 21 декабря сотрудники Главного управления Национальной полиции в Киеве задержали водителя Александра Омельченко за совершение ДТП. 23 декабря женщина, пострадавшая в результате ДТП, умерла в реанимации.
4. 2016 год — в июне 2016 года автомобиль Toyota, которым управлял бывший городской голова Киева, столкнулся с фурой, обошлось без жертв[16].

## Награды и звания
- Герой Украины (21 августа 2001, за выдающиеся личные заслуги перед украинским государством в социально-экономическом и культурном развитии столицы Украины — города Киева).
- Награждён орденами: Знак Почёта (1982), Трудового Красного Знамени (1986), Князя Ярослава Мудрого III (2006), IV (1999) и V (1998) степеней, Данилы Галицкого (2013)[17].
- Почётный знак отличия президента Украины (1996)[18].
- Заслуженный строитель Украины.
- Почётная грамота Кабинета министров Украины (2003).
- Лауреат Государственной премии Украины в области архитектуры (2004).
- Почётный гражданин города Киева (21 февраля 2013)[19].
- Командор ордена Святого Григория Великого (Ватикан, 4 декабря 2001)[20].
- Великий офицер ордена Инфанта дона Энрике (Португалия, 16 апреля 1998)[21].
- Офицер ордена Великого князя Литовского Гядиминаса (Литва, 4 ноября 1998)[22].
- Почётная грамота Совета Министров Республики Беларусь (23 мая 2003) — за значительный личный вклад в развитие взаимовыгодных торгово-экономических и культурных связей между городом Минском и городом Киевом[23]